# ローラ・T94/00

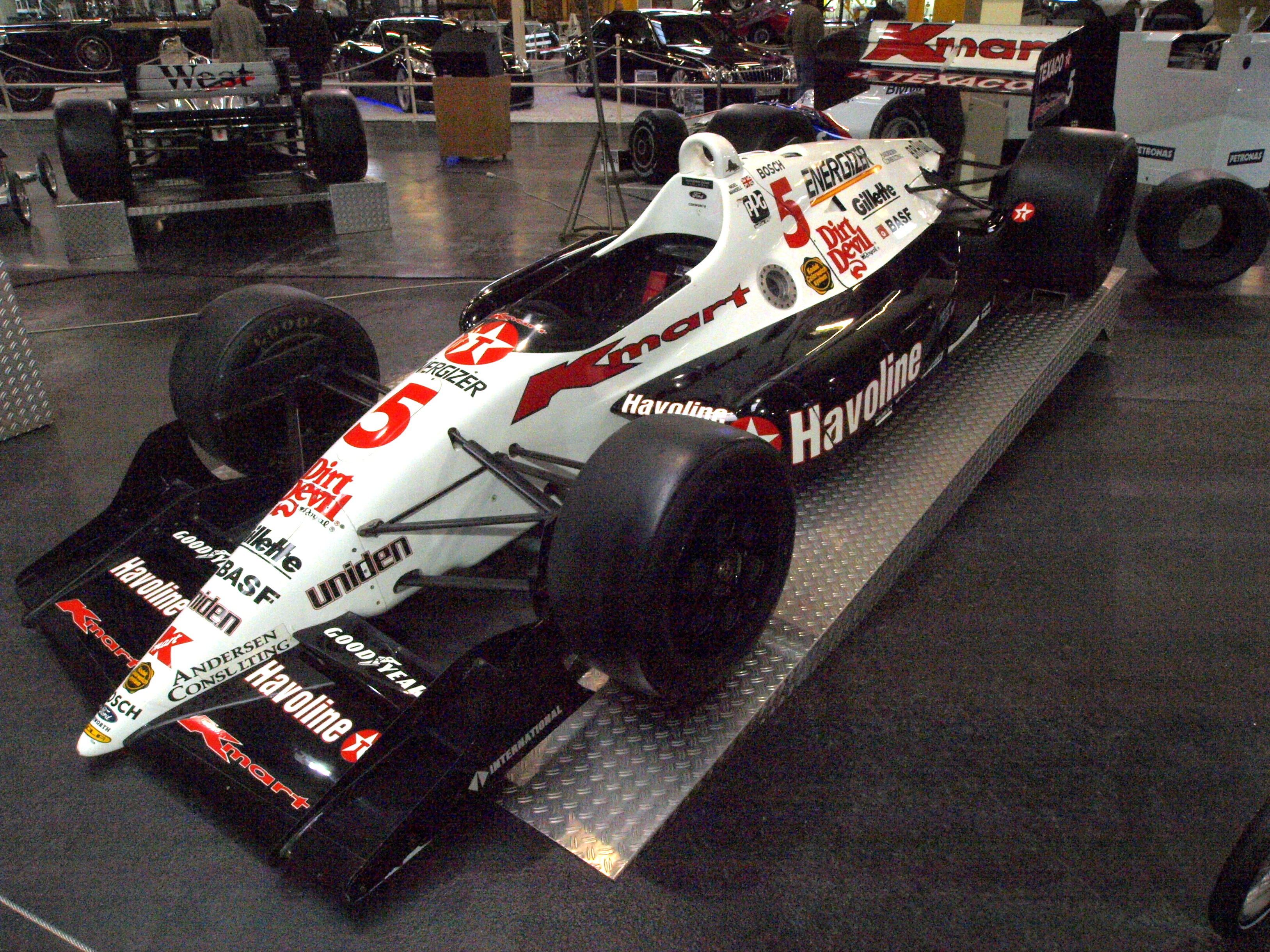
T93/00の展示車両

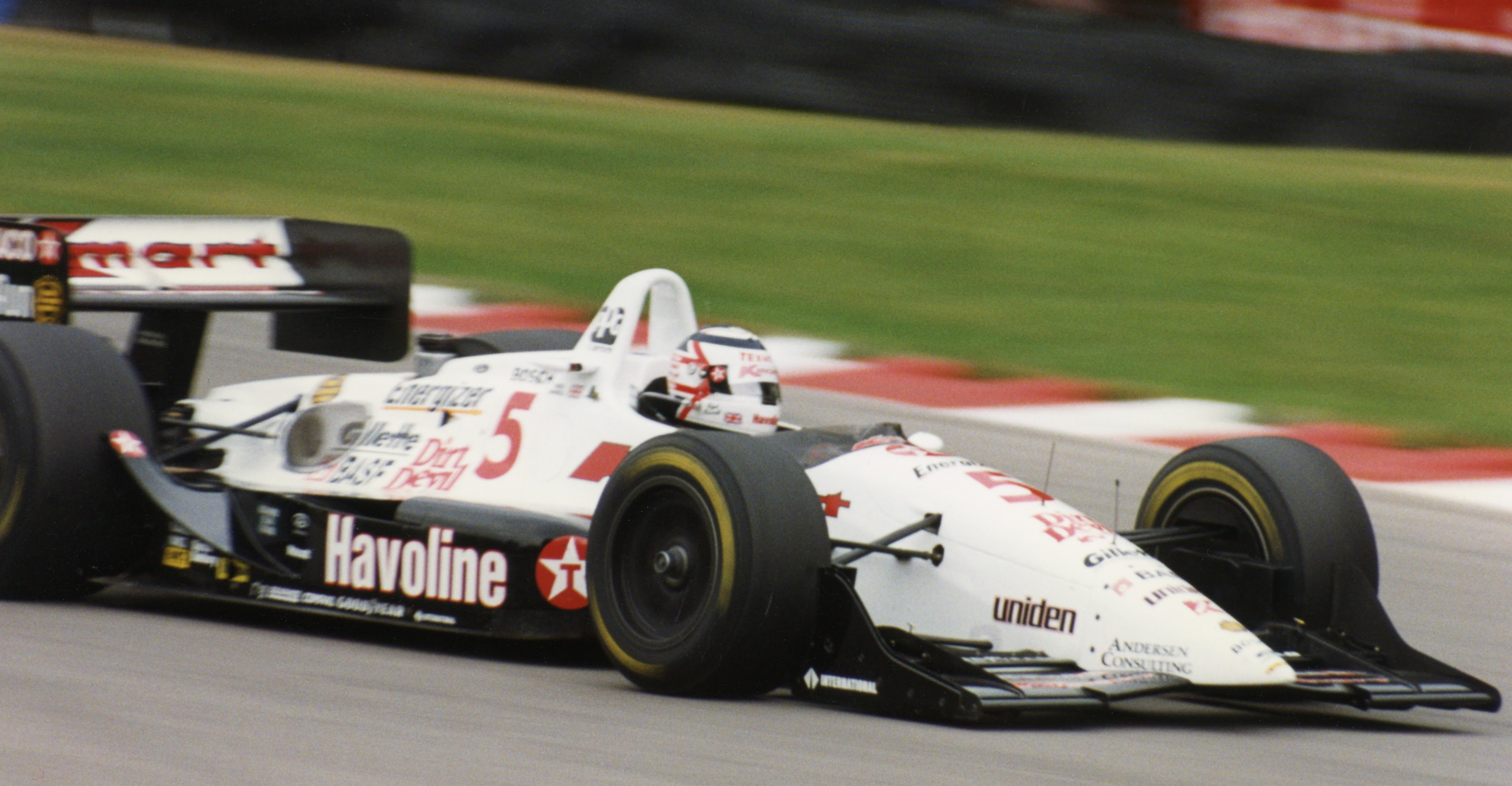
ナイジェル・マンセルが駆るT93/00（1993年ミッドオハイオにて）

ローラ・T94/00（Lola T94/00）は、ローラが設計・製造したオープンホイールレーシングカーである。1994年のインディカー・シーズンで使用された。前モデル「T93/00」ほど戦闘力はなく、ミシガンで行われたマールボロ500でスコット・グッドイヤーが優勝したのみに終わった。主に800–850 hp (600–630 kW) 発生するフォード・コスワース XBターボエンジンの他に、ホンダ・ターボ・インディV8やイルモア・265-C/Dを搭載していた。